# Prim
Prim is een historisch Engels merk van motorfietsen.
A. Money & Co. Motorcycles, High Wycombe (1906-1907).
De brede tank maakte deel uit van het frame van deze motorfiets die aangedreven werd door een 5 pk V-twin van Saroléa.